# Екатерина Медичи
Екатери́на Ме́дичи (фр. Catherine de Médicis), полное имя Екатерина Мария Ромола ди Лоренцо де Медичи (итал. Caterina Maria Romola di Lorenzo de Medici; 13 апреля 1519, Флоренция, Флорентийская республика — 5 января 1589[…], Замок Блуа, Королевство Франция) — королева Франции с 1547 по 1559 год; супруга Генриха II, короля Франции из династии Валуа. Будучи матерью троих сыновей, занимавших французский престол в течение её жизни, она имела большое влияние на политику Королевства Франции. Некоторое время управляла страной в качестве регента.
В 1533 году, в возрасте четырнадцати лет, вышла замуж за принца Генриха де Валуа, второго сына короля Франциска I и королевы Клод. На протяжении своего правления Генрих отстранял Екатерину от участия в государственных делах, заменяя её своей любовницей Дианой де Пуатье, которая обладала большим влиянием на него. Смерть Генриха в 1559 году вывела Екатерину на политическую арену в качестве матери пятнадцатилетнего короля Франциска II. Когда в 1560 году он умер, Екатерина стала регентом при десятилетнем сыне Карле IX. После того как в 1574 году умер Карл, Екатерина сохранила своё влияние в годы царствования своего третьего сына, Генриха III. Он стал обходиться без её советов только в последние месяцы её жизни.
Сыновья Екатерины царствовали в эпоху почти постоянных гражданской и религиозной войн во Франции. Перед монархией стояли сложные задачи. Сначала Екатерина пошла на уступки восставшим протестантам-гугенотам, однако затем стала проводить весьма жёсткую политику по отношению к ним. Позже она была обвинена в чрезмерных гонениях, проводимых в годы правления её сыновей, в частности принято считать, что Варфоломеевская ночь 24 августа 1572 года, во время которой тысячи гугенотов были убиты, была спровоцирована именно Екатериной Медичи.
Некоторые историки рассматривают политику Екатерины как отчаянные меры, чтобы сохранить династию Валуа на престоле любой ценой, а её покровительство искусству как попытку прославить монархию, престиж которой находился в глубоком упадке. Без Екатерины маловероятно, что её сыновья остались бы у власти. Годы их правления были названы «эпохой Екатерины Медичи». По словам одного из её биографов, Марка Стрейджа, Екатерина была самой могущественной женщиной в Европе XVI века.

## Детство
Екатерина родилась 13 апреля 1519 года во Флоренции, центре Флорентийской республики. Полное имя при рождении — Екатерина Мария Ромула ди Лоренцо де Медичи. Семья Медичи в то время фактически правила Флоренцией: будучи изначально банкирами, они пришли к большому богатству и власти, финансируя европейских монархов. Отец Екатерины — Лоренцо II Медичи, герцог Урбинский (1492—1519) — изначально не был герцогом Урбино и стал им благодаря своему дяде — Джованни Медичи, папе Льву X. Титул вернулся к Франческо Ровере после смерти Лоренцо. Таким образом, несмотря на герцогский титул, Екатерина была относительно низкого рождения. Однако её мать — Мадлен де ла Тур (ок. 1500—1519) — принадлежала к одной из самых известных и древних французских аристократических семей, что сильно поспособствовало будущему браку Екатерины.
Согласно летописцу, родители были очень рады рождению дочери, они «были довольны так же, как если бы это был сын». Однако, вскоре оба умирают: графиня Мадлен — 28 апреля от родильной горячки, Лоренцо II — 4 мая, пережив супругу всего на шесть дней. Молодая пара поженилась за год до этого в Амбуазе в знак союза между королём Франции Франциском I и папой Львом X против императора Священной Римской империи Максимилиана I. Франциск хотел взять Екатерину на воспитание при французском дворе, но у Льва X были другие планы. Он намеревался выдать её замуж за внебрачного сына своего брата Джулиано, Ипполито Медичи, и сделать их правителями Флоренции.

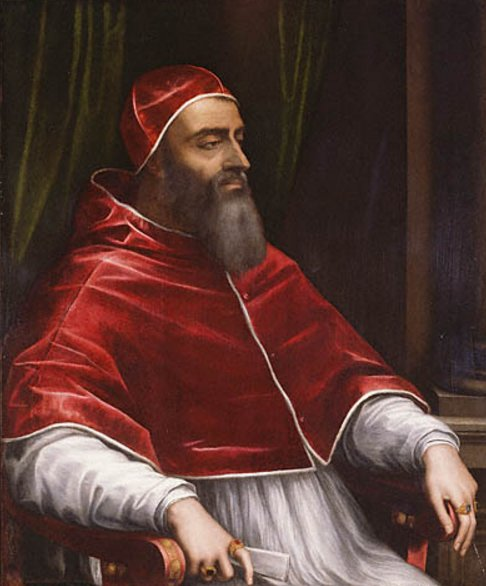
Джулио Медичи, папа Климент VII

После этого о новорождённой, до своей смерти в 1520 году, заботилась её бабушка Альфонсина Орсини.
Вырастила же Екатерину её тётя, Кларисса Строцци, вместе со своими детьми, которых Екатерина любила, как родных братьев и сестёр, всю свою жизнь. Один из них, Пьетро Строцци, на французской службе дослужился до маршальского жезла.
Смерть папы Льва X в 1521 году привела к перерыву власти семейства Медичи на Святом престоле, пока в 1523 году кардинал Джулио де Медичи не стал папой Климентом VII. В 1527 году Медичи во Флоренции были свергнуты и Екатерина стала заложницей. Папе Клименту пришлось признать и короновать Карла V Габсбурга императором Священной Римской империи в обмен на его помощь в возвращении Флоренции и освобождении юной герцогини.
В октябре 1529 года войска Карла V осадили Флоренцию. Во время осады появились призывы и угрозы убить Екатерину и вывесить на городских воротах или послать в бордель, чтобы обесчестить её. Хотя город и сопротивлялся осаде, но 12 августа 1530 года голод и чума вынудили Флоренцию к сдаче.
Климент встретил Екатерину в Риме со слезами на глазах. Тогда-то он и приступил к поиску жениха для неё, рассматривая многие варианты, но когда в 1531 году французский король Франциск I предложил кандидатуру своего второго сына Генриха, Климент сразу же ухватился за этот шанс: молодой герцог Орлеанский был выгоднейшей партией для его племянницы Екатерины.

## Франция

### Свадьба

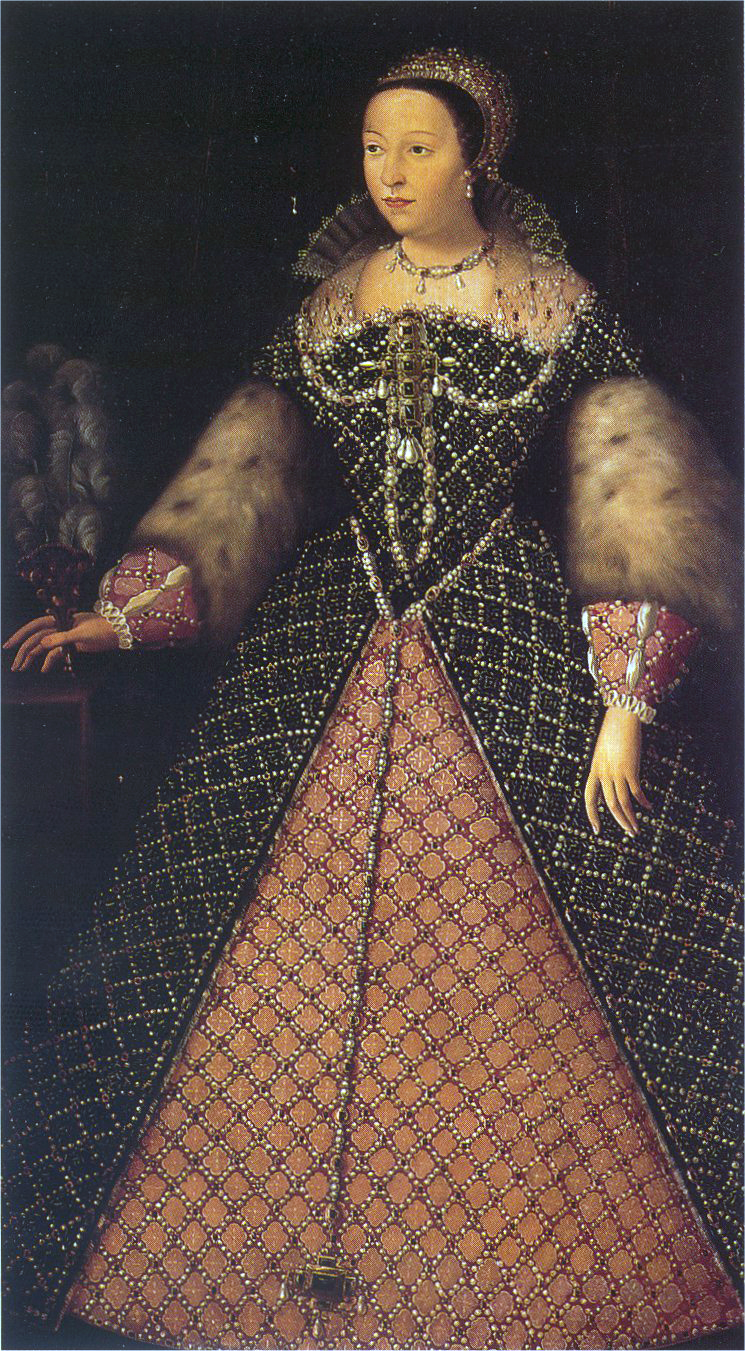
Неизвестный художник. Екатерина Медичи. Написано с 1547 до 1559 г.

В возрасте четырнадцати лет Екатерина стала невестой французского принца Генриха де Валуа, будущего короля Франции Генриха II. Её приданое составило 130 000 дукатов и обширные владения, включавшие Пизу, Ливорно и Парму.
Екатерину нельзя было назвать красивой. Во время её прибытия в Рим один венецианский посол описал её как «рыжеволосую, небольшого роста и худую, но с выразительными глазами» — типичная внешность семьи Медичи. Но Екатерина сумела произвести впечатление на избалованный роскошью, утончённый французский двор, обратившись к помощи одного из самых знаменитых флорентийских мастеров, изготовившего для юной невесты туфельки на высоком каблуке. Её появление при французском дворе вызвало фурор. Свадьба, состоявшаяся в Марселе, 28 октября 1533 года, стала большим событием, отмеченным экстравагантностью и раздачей подарков. Такого скопления высшего духовенства Европа не видела давно. На церемонии присутствовал сам папа Климент VII в сопровождении многих кардиналов. Четырнадцатилетние молодожёны покинули торжество в полночь, чтобы выполнить свои свадебные обязанности. После свадьбы последовали 34 дня непрерывных пиршеств и балов. На свадебном пиру итальянские повара познакомили французский двор с новым десертом из фруктов и льда — это было первое мороженое.

### При французском дворе
25 сентября 1534 года неожиданно умер папа Климент VII. Сменивший его Павел III расторг союз с Францией и отказался выплатить приданое Екатерины. Политическая ценность Екатерины внезапно улетучилась, ухудшив этим её положение в незнакомой стране. Король Франциск жаловался, что «девочка приехала ко мне совершенно голой».
Екатерине, рождённой в купеческой Флоренции, где родители не были озабочены тем, чтобы дать своим отпрыскам разностороннее образование, было весьма трудно при утончённом французском дворе. Она чувствовала себя невеждой, не умевшей изящно строить фразы и допускавшей много ошибок в письмах. Нельзя забывать, что французский язык не был для неё родным, она говорила с акцентом, и хотя говорила достаточно ясно, придворные дамы презрительно делали вид, что плохо понимают её. Екатерина была изолирована от общества и страдала от одиночества и неприязни со стороны французов, которые высокомерно называли её «итальянкой» и «купчихой».
В 1536 году неожиданно умер восемнадцатилетний дофин Франциск, и муж Екатерины стал наследником французского престола. Теперь Екатерине предстояло заботиться о будущем трона. Смерть деверя положила начало домыслам о причастности флорентийки к его отравлению для скорого восшествия «Екатерины-отравительницы» на французский престол. По официальной же версии, дофин умер от простуды, тем не менее придворный, итальянский граф Монтекукколи, подавший ему, разгорячённому азартной игрой, чашу с холодной водой, был казнён.

### Рождение детей
Рождение в 1537 году внебрачного ребёнка у мужа подтвердило слухи о бесплодии Екатерины. Многие советовали королю аннулировать брак. Под давлением мужа, желавшего закрепить своё положение рождением наследника, Екатерина долго и тщетно лечилась у всевозможных магов и целителей с одной-единственной целью — забеременеть. Были использованы все возможные средства для удачного зачатия, в том числе питьё мочи мула и ношение навозa коровы и оленьих рогов на нижней части живота.
Наконец, 20 января 1544 года Екатерина родила сына. Мальчика назвали Франциском в честь деда, правящего короля (тот даже прослезился от счастья, узнав об этом). После первой беременности у Екатерины, казалось, больше не было проблем с зачатием. Рождением ещё нескольких наследников Екатерина упрочила своё положение при французском дворе. Долгосрочное будущее династии Валуа, казалось, было гарантировано.
Внезапное чудодейственное излечение от бесплодия связывают с знаменитым врачом, алхимиком, астрологом и предсказателем Мишелем Нострадамусом — одним из немногих, входивших в тесный круг доверенных лиц Екатерины.
Генрих часто играл с детьми и даже присутствовал при их рождении. В 1556 году, при очередных родах, Екатерину спасли от смерти хирурги, обломав ножки одной из двойняшек, Жанне, которая пролежала в утробе матери мёртвой шесть часов. Впрочем, и второй девочке, Виктории суждено было прожить всего лишь шесть недель. В связи с этими родами, которые прошли очень сложно и едва не стали причиной смерти Екатерины, врачи посоветовали королевской чете больше не думать о рождении новых детей; после этого совета Генрих прекратил посещать спальню своей супруги, проводя всё свободное время со своей фавориткой Дианой де Пуатье.

### Диана де Пуатье

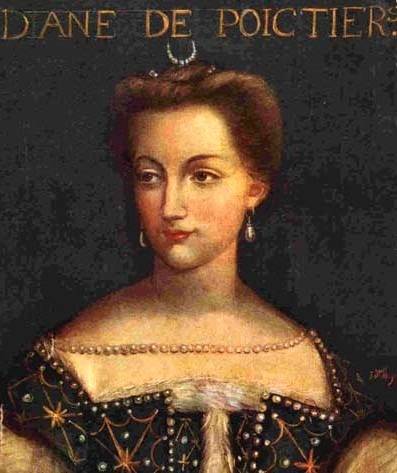
Диана де Пуатье

Ещё в 1538 году тридцатидевятилетняя красавица-вдова Диана пленила сердце девятнадцатилетнего наследника престола Генриха Орлеанского, что со временем позволило ей стать чрезвычайно влиятельной особой, а также (по мнению многих) истинной правительницей государства. В 1547 году Генрих проводил треть каждого дня с Дианой. Став королём, он подарил своей возлюбленной замок Шенонсо. Это дало всем понять, что Диана полностью заняла место Екатерины, которая, в свою очередь, вынуждена была терпеть возлюбленную своего супруга. Ей, как настоящей Медичи, даже удалось превозмочь себя, смирив гордость, и расположить к себе влиятельную фаворитку мужа. Диана же была очень довольна, что Генрих женат на женщине, которая предпочитала не вмешиваться и закрывала на всё глаза.

## Королева Франции
31 марта 1547 года умер Франциск I и на престол взошёл Генрих II. Екатерина стала королевой Франции. Коронация прошла в базилике Сен-Дени в июне 1549 года.
Во время правления её супруга Екатерина имела лишь минимальное влияние на управление королевством. Даже в отсутствие Генриха её власть была очень ограничена. В начале апреля 1559 года Генрих II подписал мирный договор в Като-Камбрези, положивший конец длительным войнам между Францией, Испанией и Англией. Соглашение было подкреплено помолвкой четырнадцатилетней дочери Екатерины и Генриха принцессы Елизаветы с тридцатидвухлетним Филиппом II Испанским.

### Смерть Генриха II

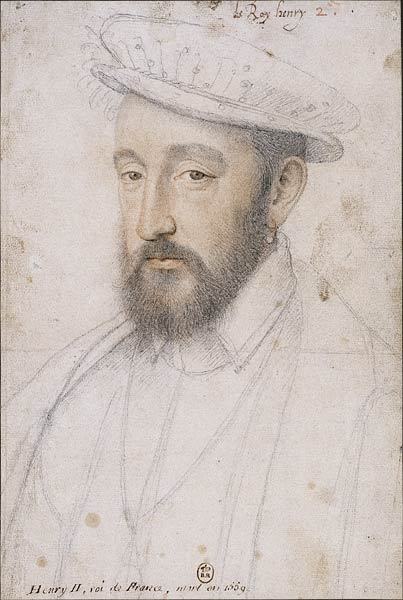
Генрих II, (Франсуа Клуэ, ок. 1553 г.)

Бросая вызов предсказанию астролога Луки Горико, который посоветовал ему воздержаться от турниров, обратив внимание именно на сорокалетний возраст короля, Генрих решил участвовать в состязании. 30 июня или 1 июля 1559 года он участвовал в поединке с лейтенантом своей шотландской гвардии графом Габриэлем де Монтгомери. Расщеплённое копьё Монтгомери прошло в прорезь шлема короля. Через глаз Генриха дерево вошло в мозг, смертельно ранив монарха. Король был увезён в замок де Турнель, где из его лица были извлечены остальные обломки злополучного копья. Лучшие врачи королевства боролись за жизнь Генриха. Екатерина всё время находилась у постели супруга, а Диана не появлялась, вероятно, от страха быть высланной королевой прочь. Время от времени Генрих даже чувствовал себя достаточно хорошо, чтобы диктовать письма и слушать музыку, но уже скоро он ослеп и потерял речь.

### Чёрная королева

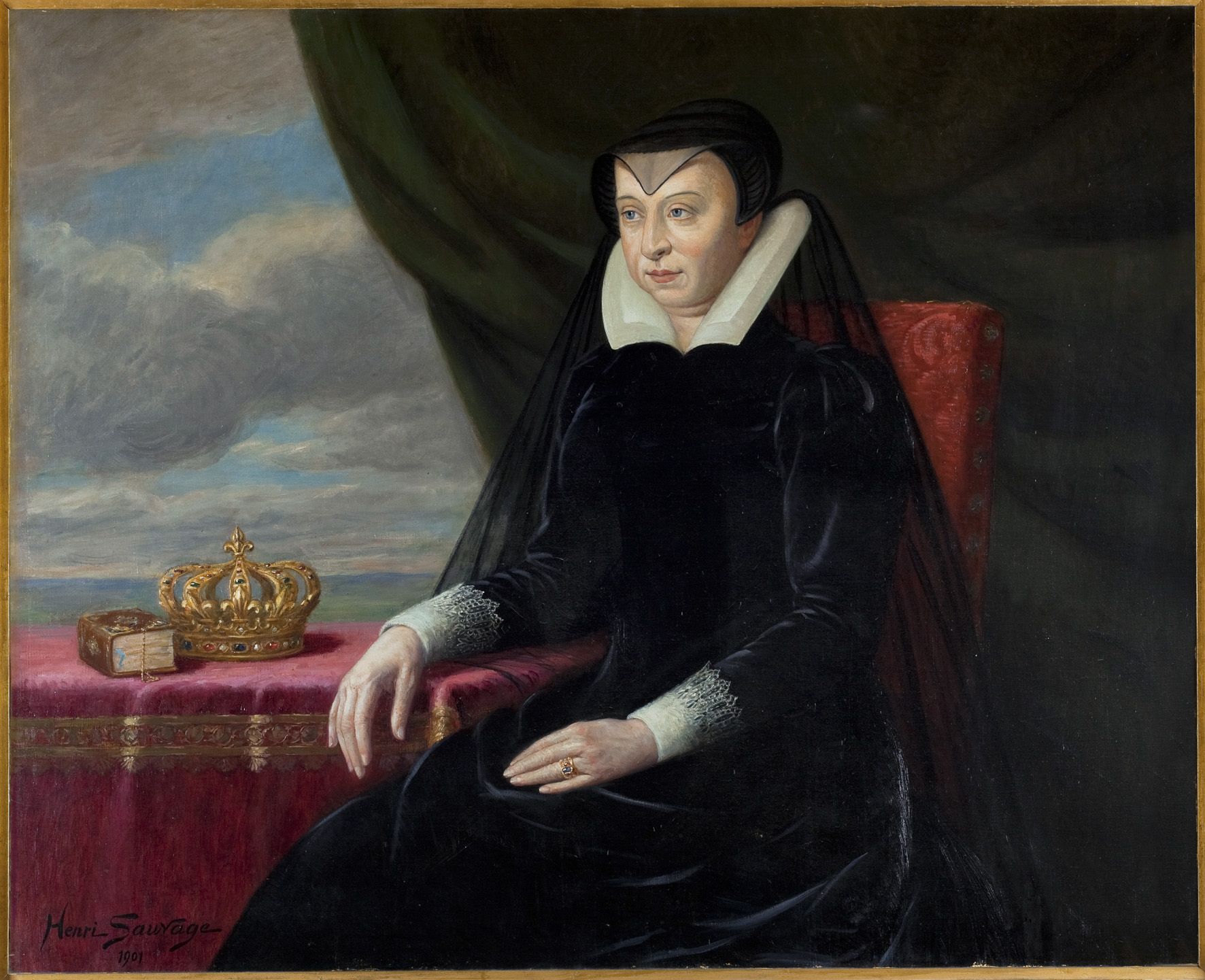
Екатерина Медичи (картина работы Анри Соваж, XIX в.). Екатерина носила вдовий чепец или французский капюшон, широкую чёрную блузу с подчеркнутым корсажем и огромными крылатыми рукавами. «По всему этому ниспадала длинная чёрная мантия».

10 июля 1559 года умер Генрих II. С этого дня Екатерина выбрала своей эмблемой сломанное копьё с надписью «Lacrymae hinc, hinc dolor» («От этого все мои слёзы и боль моя») и до конца своих дней в знак траура носила чёрные одежды. Она первой стала носить траур чёрного цвета. До этого в средневековой Франции траур был белым.
Несмотря ни на что, Екатерина обожала мужа. «Я так сильно любила его…», — писала она дочери Елизавете после смерти Генриха. Екатерина в течение тридцати лет носила траур по своему супругу и вошла в историю Франции под именем «Чёрная королева».

### Регентство
Королём Франции стал её старший сын — пятнадцатилетний Франциск II. Екатерина занялась государственными делами, принимала политические решения, осуществляла контроль над Королевским Советом. Однако она никогда не управляла всей страной, которая была в хаосе и на грани гражданской войны. Во многих частях Франции фактически господствовали местные дворяне. Сложные задачи, перед которыми оказалась Екатерина, были запутаны и до некоторой степени трудны для её понимания. Она призвала религиозных лидеров обеих сторон к диалогу, чтобы разрешить проблему их доктринальных различий. Несмотря на её оптимизм, «Конференция в Пуасси» закончилась неудачей 13 октября 1561 года, объявив о самороспуске без разрешения королевы. Точка зрения Екатерины на религиозные проблемы была наивна, потому что она видела религиозный раскол в политическом ракурсе. «Она недооценила силу религиозного убеждения, воображая, что всё будет хорошо, если только она смогла бы склонить обе стороны к согласию».
Франциск II скончался в Орлеане незадолго до 17-летия от нарыва мозга, вызванного инфекцией в ухе. Детей у него не было и на престол вступил его 10-летний брат Карл.

## Королева-мать

### Карл IX

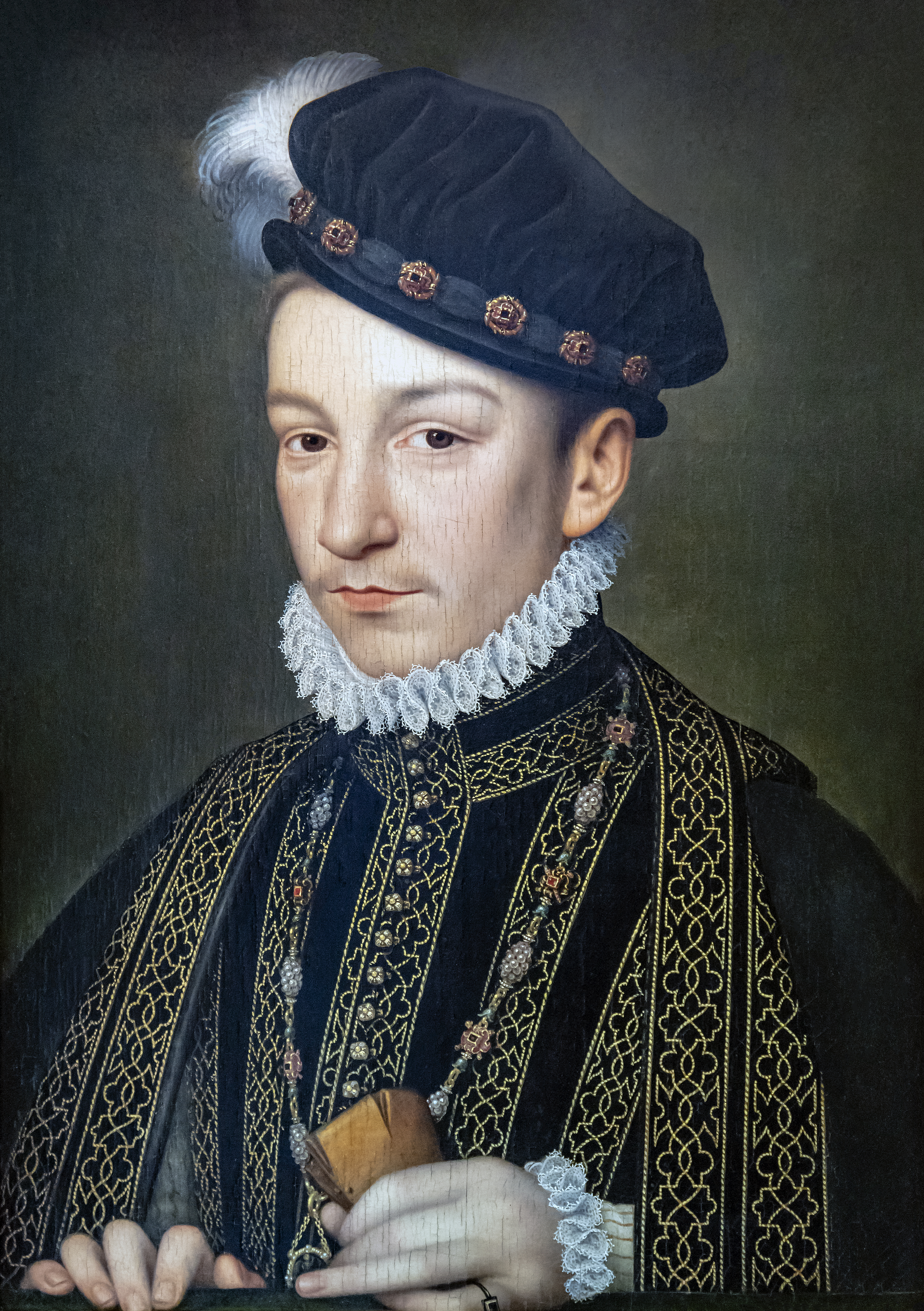
Карл IX, портрет Франсуа Клуэ

17 августа 1563 года второй сын Екатерины Медичи — Карл IX — был объявлен совершеннолетним. Он никогда не был в состоянии управлять королевством самостоятельно и проявлял минимум интереса к государственным делам. Карл был также склонен к истерикам, перешедшим со временем во всплески ярости. Он страдал от одышки — признака туберкулёза, который в конце концов и свёл его в могилу.

### Династические браки
Династическими браками Екатерина стремилась расширить и укрепить интересы дома Валуа. В 1570 году Карла женили на дочери императора Максимилиана II, Елизавете. Екатерина пыталась женить одного из своих младших сыновей на Елизавете Английской.
Не забыла она и о своей младшей дочери Маргарите, которую видела невестой снова овдовевшего Филиппа II Испанского. Впрочем, вскоре у Екатерины появились планы объединения Бурбонов и Валуа через брак Маргариты и Генриха Наваррского. Однако Маргарита поощряла внимание к себе Генриха де Гиза, сына покойного герцога Франсуа де Гиза. Сбежавший Генрих де Гиз поспешно женился на Екатерине Клевской, что восстановило расположение к нему французского двора. Возможно, именно это происшествие и стало причиной раскола между Екатериной и Гизами.
Между 1571 и 1573 годами Екатерина упорно пыталась расположить к себе мать Генриха Наваррского — королеву Жанну. Когда в очередном письме Екатерина изъявила желание увидеть её детей, обещая при этом не вредить им, Жанна д’Альбре шутливо ответила: «Простите мне, если, читая это, я хочу смеяться, потому что Вы хотите освободить меня от опасения, которого я никогда не имела. Я никогда и не думала, о том, что, как говорят, Вы едите маленьких детей». В конце концов Жанна согласилась на брак между её сыном Генрихом и Маргаритой с условием, что Генрих и впредь будет придерживаться гугенотской веры. Вскоре после прибытия в Париж для подготовки к свадьбе сорокачетырёхлетняя Жанна заболела и умерла.

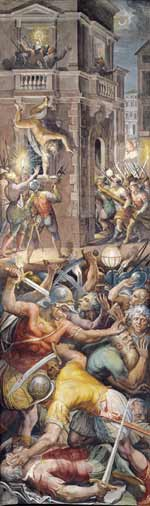
Резня в Париже, Варфоломеевская ночь, Джорджо Вазари, 1572—1573 гг.

Гугеноты не замедлили обвинить Екатерину в убийстве Жанны с помощью отравленных перчаток. Свадьба Генриха Наваррского и Маргариты Валуа состоялась 18 августа 1572 года в Соборе Парижской Богоматери.
Три дня спустя один из вождей гугенотов адмирал Гаспар Колиньи по пути из Лувра был ранен в руку выстрелом из окна близстоящего здания. Дымящаяся аркебуза была оставлена в окне, но стрелку удалось бежать. Колиньи перенесли в его апартаменты, где хирург Амбруаз Паре удалил пулю из его локтя и ампутировал один из его пальцев. Екатерина, как говорили, отреагировала на это происшествие без эмоций. Она посетила Колиньи и со слезами на глазах пообещала найти и наказать нападавшего. Многие историки обвинили её в нападении на Колиньи. Другие указывают на семью Гизов или на испано-папский заговор, пытавшийся покончить с влиянием Колиньи на короля.

## Варфоломеевская ночь
С именем Екатерины Медичи связано одно из самых кровавых событий истории Франции — Варфоломеевская ночь.
Резня, которая началась два дня спустя, запятнала репутацию Екатерины. Нет никаких сомнений, что именно она стояла за решением 23 августа, когда Карл IX распорядился: «Тогда убейте их всех, убейте их всех!».
Ход мыслей был ясен, Екатерина и её итальянские советники (Альбер де Гонди, Лодовико Гонзага, маркиз де Виллар) ожидали гугенотского восстания после покушения на Колиньи, поэтому они решили нанести удар первыми и уничтожить гугенотских лидеров, приехавших в Париж на свадьбу Маргариты Валуа и Генриха Наваррского. Скорее всего это была авантюра семейства Гизов, только им было важно, чтобы религиозный мир во Франции не наступил. Варфоломеевская резня началась с первыми часами 24 августа 1572 года.
Гвардейцы короля ворвались в спальню Колиньи, убили его и выбросили тело из окна. Одновременно с этим прозвучавший колокол церкви явился условным знаком к началу убийств гугенотских лидеров, большинство из которых погибли в собственных кроватях. Свежеиспечённый зять короля Генрих Наваррский был поставлен перед выбором между смертью, пожизненным заключением и переходом в католицизм. Он решил стать католиком, после чего ему предложили остаться в комнате для его же собственной безопасности. Все гугеноты внутри и вне Луврa были убиты, a те, кому удалось бежать на улицу, были застрелены ждавшими их королевскими стрелками. Парижская резня продолжалась почти неделю, распространившись по многим провинциям Франции, где беспорядочные убийства продолжились. По словам историка Жюля Мишле, «Варфоломеевская ночь была не ночью, а целым сезоном». Эта резня восхитила католическую Европу, Екатерина внешне наслаждалась похвалой, потому что предпочла, чтобы иностранные властители думали о сильной власти семейства Валуа. С этого времени ведёт своё начало «чёрная легенда» o Екатерине, злой итальянской королеве.
Гугенотские писатели заклеймили Екатерину как коварную итальянку, которая следовала совету Макиавелли «убить всех врагов одним ударом». Несмотря на обвинения современников в планировании резни, некоторые историки не вполне соглашаются с этим. Нет никаких веских доказательств того, что убийства были заранее спланированы. Многие рассматривают эту резню как «хирургическую забастовку», которая вышла из-под контроля. Каковы бы ни были причины случившегося кровопролития, историк Николас Сутерланд назвал Варфоломеевскую ночь в Париже и её последующее развитие «одним из самых противоречивых событий из современной истории».

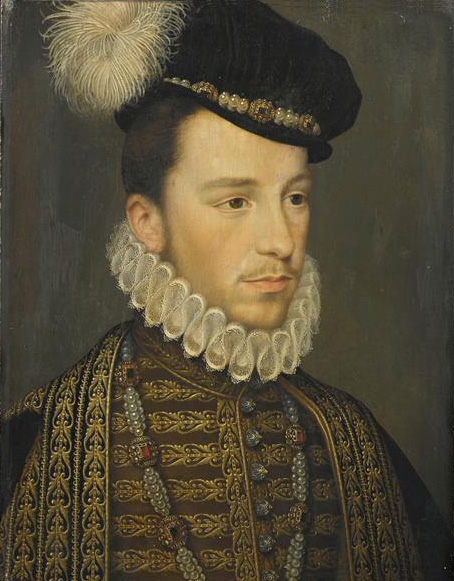
Генрих, герцог Анжуйский, около 1573 года, Жан Декорт. Интерес Генриха к управлению королевством не был постоянным. Из письма Генриха III, 1583 год: «В то время как я — у Капуцинов, и если есть какие-нибудь срочные и важные дела… вы, и другие, должны обратиться с этим к королеве, а не посылать за мной».

## Генрих III
Два года спустя, со смертью двадцатитрёхлетнего Карла IX, Екатерина оказалась перед новым кризисом. Предсмертными словами умирающего сына Екатерины были: «о, моя мать…». За день до своей смерти он назначил свою мать регентшей, так как его брат — наследник французского престола герцог Анжуйский — находился в Польше, став её королём. В своём письме Генриху Екатерина написала: «Я разбита горем… Моё единственное утешение — это скорее увидеть Вас здесь, как требует того Ваше королевство и в добром здравии, поскольку, если я и Вас потеряю, то заживо похороню себя вместе с Вами».
Генрих был любимым сыном Екатерины. В отличие от своих братьев, он занял престол в совершеннолетнем возрасте. Он был наиболее здоровым из всех, хотя также имел слабые лёгкие и страдал от постоянного утомления. Екатерина не могла контролировать Генриха так, как она это делала с Карлом. Её роль во время правления Генриха сводилась к роли государственного исполнителя и странствовавшего дипломата. Она путешествовала по королевству вдоль и поперёк, укрепляя власть короля и препятствуя войне. В 1578 году Екатерина вновь взяла на себя восстановление мира на юге страны. В возрасте пятидесяти девяти лет она предприняла восемнадцатимесячную поездку по югу Франции, встречаясь там с гугенотскими лидерами. Она перенесла катаральное воспаление и страдала ревматизмом, но её главным беспокойством был Генрих. Когда у него случился нарыв уха, такой же, как тот, который убил Франциска II, Екатерина была вне себя от беспокойства. После того, как она услышала новость о его благополучном выздоровлении, в одном письме она написала: «Я полагаю, что Бог сжалился надо мной. Видя мои страдания от потери моего мужа и детей, Он не хотел окончательно сокрушить меня, отобрав и этого от меня… Это ужасная боль отвратительна, поверьте мне, быть вдалеке от того, которого любишь так, как я люблю его, и зная о том, что он болен; это схоже со смертью на медленном огне».

## Франсуа, герцог Алансонский

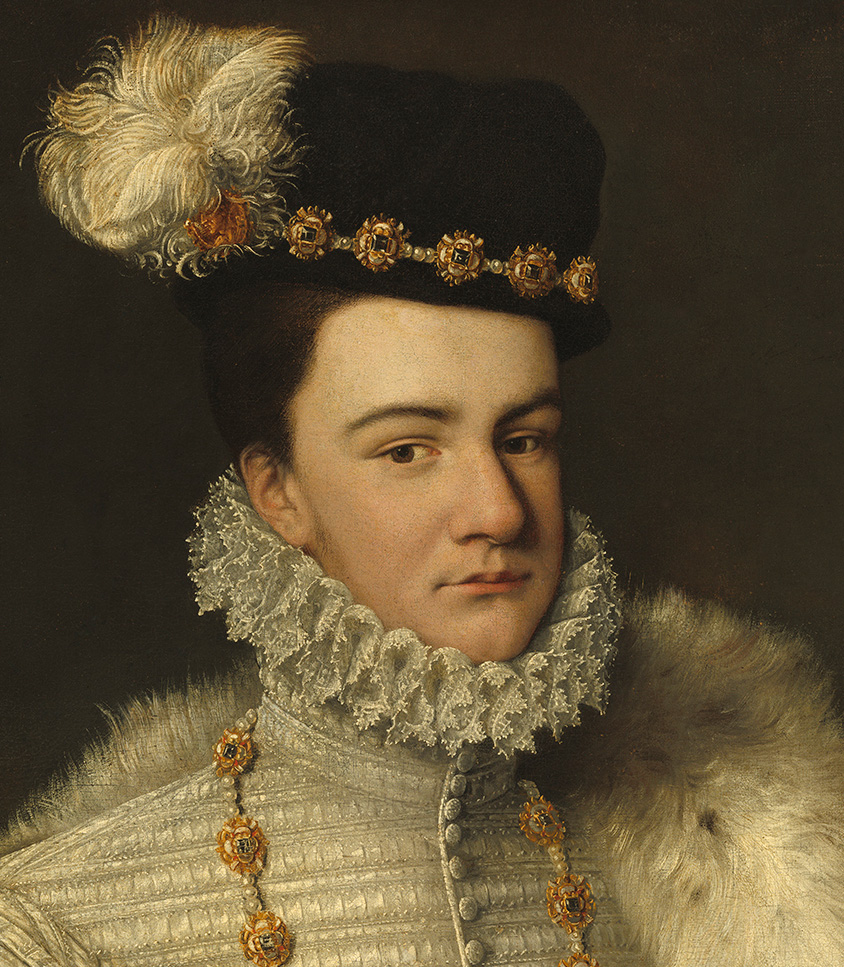
Эркюль Франсуа де Валуа, герцог Алансонский — самый младший сын Екатерины Медичи. (Николас Хиллиард около 1577 г.) Елизавета Английская назвала его «её лягушонок», хотя позже, вопреки её ожиданию, она нашла его «не таким уродливым»

Во время правления Генриха III гражданские войны во Франции зачастую переходили в анархию, поддерживаемую борьбой за власть между высокой знатью с одной стороны и духовенством с другой. Новой дестабилизирующей составляющей в королевстве был младший сын Екатерины Медичи — Франсуа, герцог Алансонский, носивший в то время титул «Месье» (фр. «Monsieur»). Франсуа составил заговор с целью завладеть троном в то время, когда Генрих находился в Польше, и позже продолжал нарушать мир в королевстве, используя любую возможность. Братья ненавидели друг друга. Поскольку у Генриха не было детей, Франсуа являлся законным наследником престола. Однажды Екатерине пришлось в течение шести часов читать ему лекцию о его, Франсуа, поведении. Но амбиции герцога Алансонского (позже — Анжуйского) приближали его к несчастью. Его плохо снаряжённая кампания в Нидерланды и обещанная помощь короля, но не выполненная им в январе 1583 года закончилась уничтожением его армии в Антверпене. Антверпен стал концом военной карьеры Франсуа.
Другой удар постиг его, когда королева Англии Елизавета I после Антверпенской бойни официально разорвала свою помолвку с ним. 10 июня 1584 года Франсуа умер от истощения после неудач в Нидерландах. На следующий день после смерти сына Екатерина написала: «Я настолько несчастна, живя достаточно долго, видя, как много людей умирают раньше меня, хотя я понимаю, что желанию Бога нужно повиноваться, что Он владеет всем и то, что Он одалживает нам, только до тех пор, пока Он любит детей, которых Он даёт нам». Смерть самого младшего сына Екатерины стала настоящим бедствием для её династических планов. У Генриха III не было детей и казалось маловероятным, что когда-нибудь они у него появятся, ввиду неспособности Луизы де Водемон зачать ребёнка. Согласно Салическому закону, наследником французской короны стал бывший гугенот Генрих Бурбон, король Наваррский.

## Маргарита де Валуа
Поведение самой младшей дочери Екатерины Маргариты де Валуа досаждало матери так же, как и поведение Франсуа. Однажды, в 1575 году, Екатерина накричала на Маргариту из-за слухов о том, что у той появился любовник. В другой раз король Генрих III даже послал людей, чтобы убить возлюбленного Маргариты графа де Ла Моля (дворянина Франсуа Алансонского), но тот успел бежать, а после был казнён по обвинению в государственной измене. Ла Моль сам и открыл заговор Екатерине. В 1576 году Генрих обвинил Маргариту в ненадлежащих отношениях с одной придворной дамой. Позже в своих мемуарах Маргарита утверждала, что если бы не помощь Екатерины, Генрих убил бы её. В 1582 году Маргарита возвратилась ко французскому двору без своего мужа и уже вскоре начала вести себя весьма скандально, меняя любовников. Екатерине пришлось прибегнуть к помощи посла, чтобы умиротворить Генриха Бурбона и возвратить Маргариту в Наварру. Она напомнила дочери о том, что её собственное поведение как жены было безупречным, несмотря на все провокации. Но Маргарита была не в состоянии следовать советам матери. В 1585 году, после того, как Маргарита, по слухам, пробовала отравить мужа и стреляла в него, она снова сбежала из Наварры. На сей раз она направилась в свой собственный Ажен, откуда вскоре попросила денег у матери, которые и получила в количестве, достаточном для пропитания. Впрочем, вскоре ей с её очередным любовником, гонимым жителями Ажена, пришлось перебраться в крепость Карлат. Екатерина попросила Генриха о скорейшем принятии мер, прежде чем Маргарита опозорит их снова. В октябре 1586 года Маргариту заперли в замке д’Уссон. Любовник Маргариты был казнён на её глазах. Екатерина исключила дочь из своего завещания и больше никогда не виделась с ней.

## Смерть

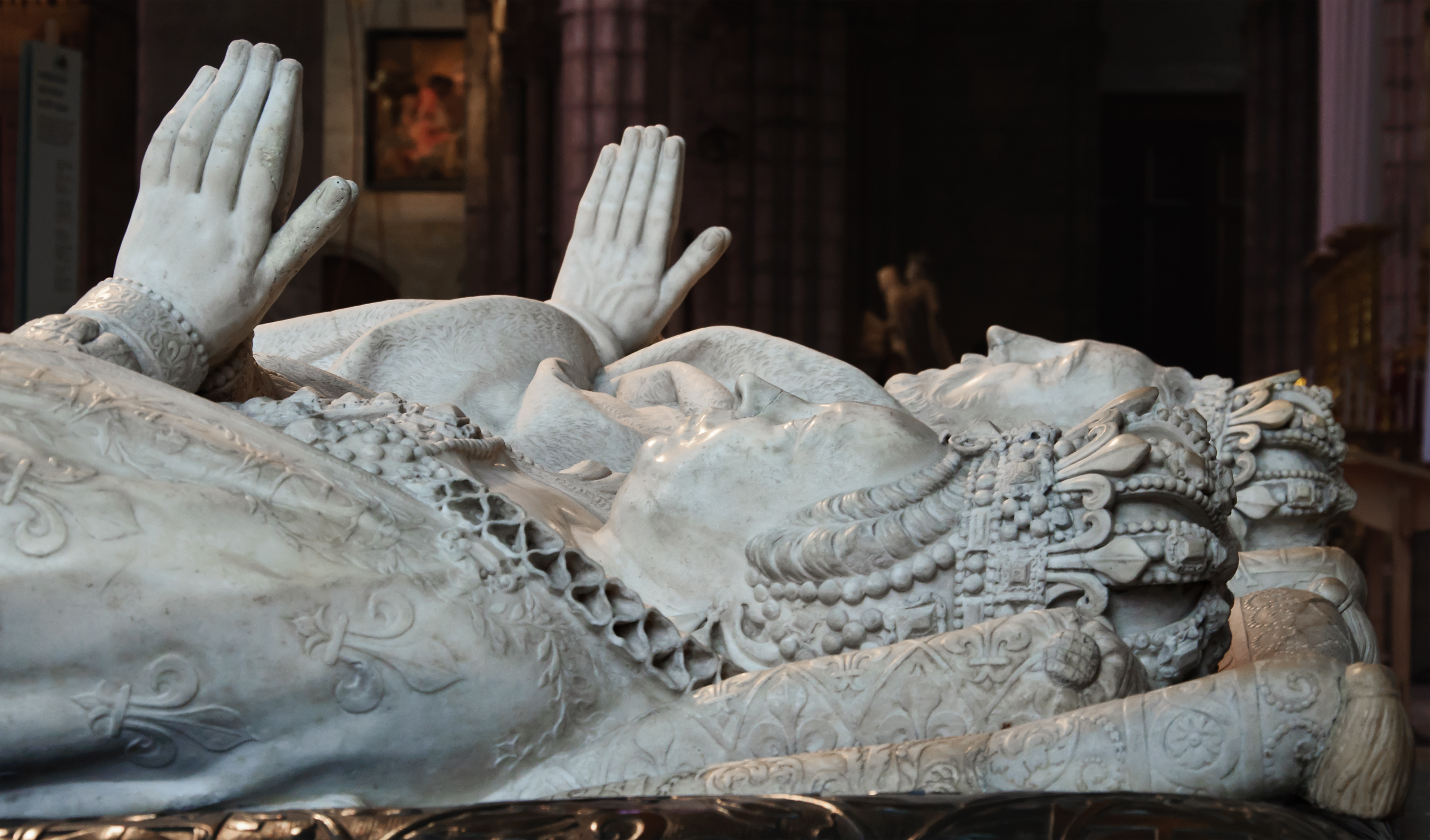
Эффигии Екатерины Медичи и Генриха II, Аббатство Сен-Дени.

Екатерина Медичи умерла в Блуа 5 января 1589 года в возрасте шестидесяти девяти лет. Вскрытие трупа выявило ужасное общее состояние лёгких с гнойным нарывом в левой части. По мнению современных исследователей, возможной причиной смерти Екатерины Медичи был плеврит. «Те, кто был близок к ней, полагали, что жизнь её была сокращена досадой из-за поступков её сына», считал один из летописцев. Поскольку Париж в это время удерживался врагами короны, Екатерину решили похоронить в Блуа. Позже она была перезахоронена в парижском аббатстве Сен-Дени. В 1793 году, во время Великой французской революции, толпа сбросила её останки, как впрочем и останки всех французских королей и королев, в общую могилу.
Спустя восемь месяцев после смерти Екатерины всё, к чему она так стремилась и о чём мечтала при жизни, свелось к нулю, когда религиозный фанатик монах Жак Клеман заколол её столь любимого сына и последнего Валуа Генриха III.
Из всех 10 детей Екатерины только Маргарита прожила достаточно долгую жизнь — 62 года. Генрих не дожил до 40, а остальные дети не дожили даже до 30.

## Влияние Екатерины Медичи
Некоторые современные историки прощают Екатерине Медичи не всегда гуманные решения проблем во время её правления. Профессор Р. Д. Кнехт указывает, что оправдание её безжалостной политики может быть найдено в её же письмах. Политика Екатерины может быть рассмотрена как ряд отчаянных попыток удержать монархию и династию Валуа на троне любой ценой. Можно утверждать, что без Екатерины её сыновья никогда не сохранили бы власть, поэтому и период их правления часто называют «годами Екатерины Медичи».

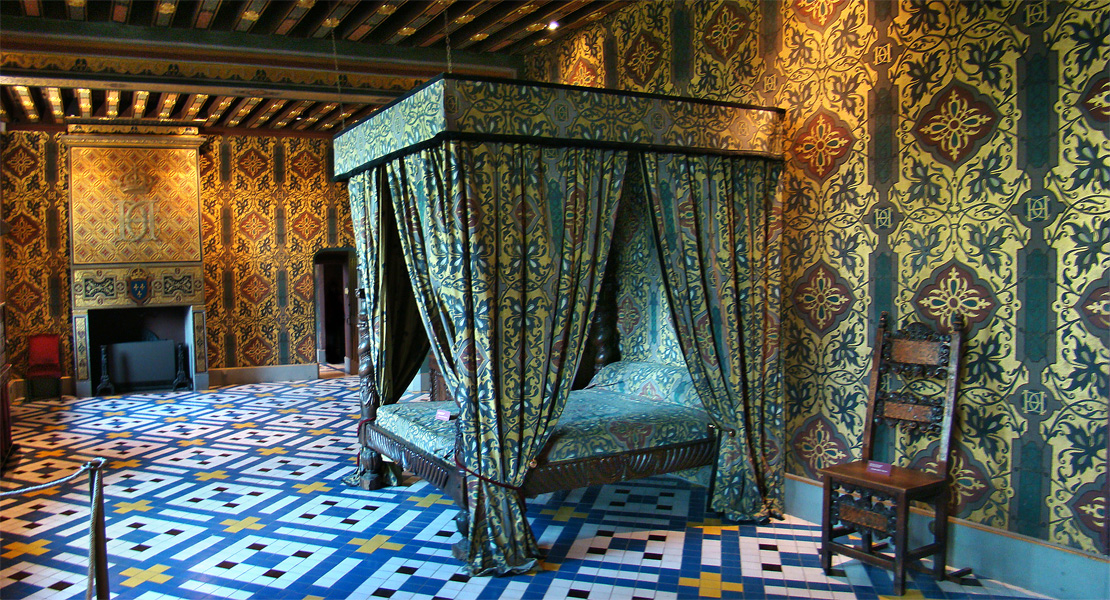
Комната замка Блуа, где умерла Екатерина Медичи

В течение своей жизни Екатерина непреднамеренно имела огромное влияние в моде, предписав в 1550 году к запрету использование толстых корсажей. Запрет касался всех посетителей королевского двора. В течение последующих почти 350 лет после этого женщины употребляли корсеты со шнурками, сделанные из китовых усов или металла, чтобы как можно больше сузить свои талии.
С её пристрастиями, манерами и вкусом, любовью к искусству, великолепию и роскоши Екатерина была истинной Медичи. Её коллекция состояла из 476 картин, главным образом портретов, в настоящее время — часть собрания Лувра. Также она была одной из «влиятельных людей в кулинарной истории». Её банкеты во дворце Фонтенбло в 1564 году были известны своим великолепием. Екатерина была хорошо сведущей и в архитектуре: часовня Валуа в Сен-Дени, дополнение к замку Шенонсо недалеко от Блуа и др. Она обсуждала план и художественное оформление своего дворца Тюильри. Популярность балета во Франции также связывают с Екатериной Медичи, принёсшей этот вид сценического искусства с собой из Италии.

Её современник, известный французский гуманист Жан Боден так написал о её королевском правлении: 
«Если государь слаб и зол — то он создаёт тиранию, если жесток — организует бойню, если распущен — устроит бордель, если жаден — сдерёт с подданных шкуру, если неукротим — высосет кровь и мозг. Но самая страшная опасность — интеллектуальная непригодность государя».
Так он, современник, охарактеризовал свою правительницу, считая, что излишняя жестокость государей не признак силы, а признак слабости и «интеллектуальной непригодности».

## Героиня Дюма
Екатерина Медичи знакома читателям по романам Александра Дюма «Асканио», «Две Дианы», «Королева Марго», «Графиня де Монсоро», «Сорок пять», «Паж герцога Савойского», «Предсказание». Она появляется в пьесе Дюма «Двор Генриха III».

## Киновоплощения
- 1916 — Жозефина Кроуэлл в фильме «Нетерпимость» (США).
- 1923 — Жозефина Кроуэлл в фильме «Пепел мести[англ.]» (США).
- 1954 — Франсуаза Розе в фильме «Королева Марго» (Франция — Италия)
- 1961 — Леа Падовани в фильме «Принцесса Клевская» (Франция-Италия) реж. Ж. Деллануа по роману мадам де Лафайет.
- 1966 — Джоан Янг в сериале «Доктор Кто», эпизод «Резня» (Великобритания).
- 1971 — Кэтрин Кат в фильме «Мария — королева Шотландии» (Великобритания).
- 1971 — Мария Мерико в мини-сериале «Графиня де Монсоро» (Франция).
- 1971 — Маргаретта Скотт в телесериале «Елизавета: Королева английская» (Великобритания).
- 1978 — Мария Мерико в фильме «Война трёх Генрихов» (Франция).
- 1990 — Лаура Бетти в фильме «Галантные дамы» (Франция — Италия — Канада).
- 1994 — Вирна Лизи в фильме «Королева Марго» (Франция — Германия — Италия).
- 1994 — Аманда Пламмер в фильме «Нострадамус» (Франция — Германия — Великобритания — Румыния).
- 1996—1997 — Екатерина Васильева в сериалах «Королева Марго» и «Графиня де Монсоро» (Россия).
- 2001 — Наталья Симакова в фильме «Яды, или Всемирная история отравлений» (Россия).
- 2008 — Роса Новель в мини-сериале «Графиня де Монсоро» (Франция).
- 2010 — Ханнелор Хогер в фильме «Генрих Наваррский[фр.]» (Германия).
- 2010 — Эвелина Мегханги в фильме «Принцесса де Монпансье» (Франция — Германия).
- 2013—2017 — Миган Фоллоуз в телесериале «Царство» (США).
- 2022 — Гая Джираче в мини-сериале «Диана де Пуатье[фр.]» (Франция).
- 2022—2024 — Саманта Мортон в зрелом возрасте и Лив Хилл в юном возрасте в телесериале «Королева змей» (США).